# Quadrângulo de Oxia Palus

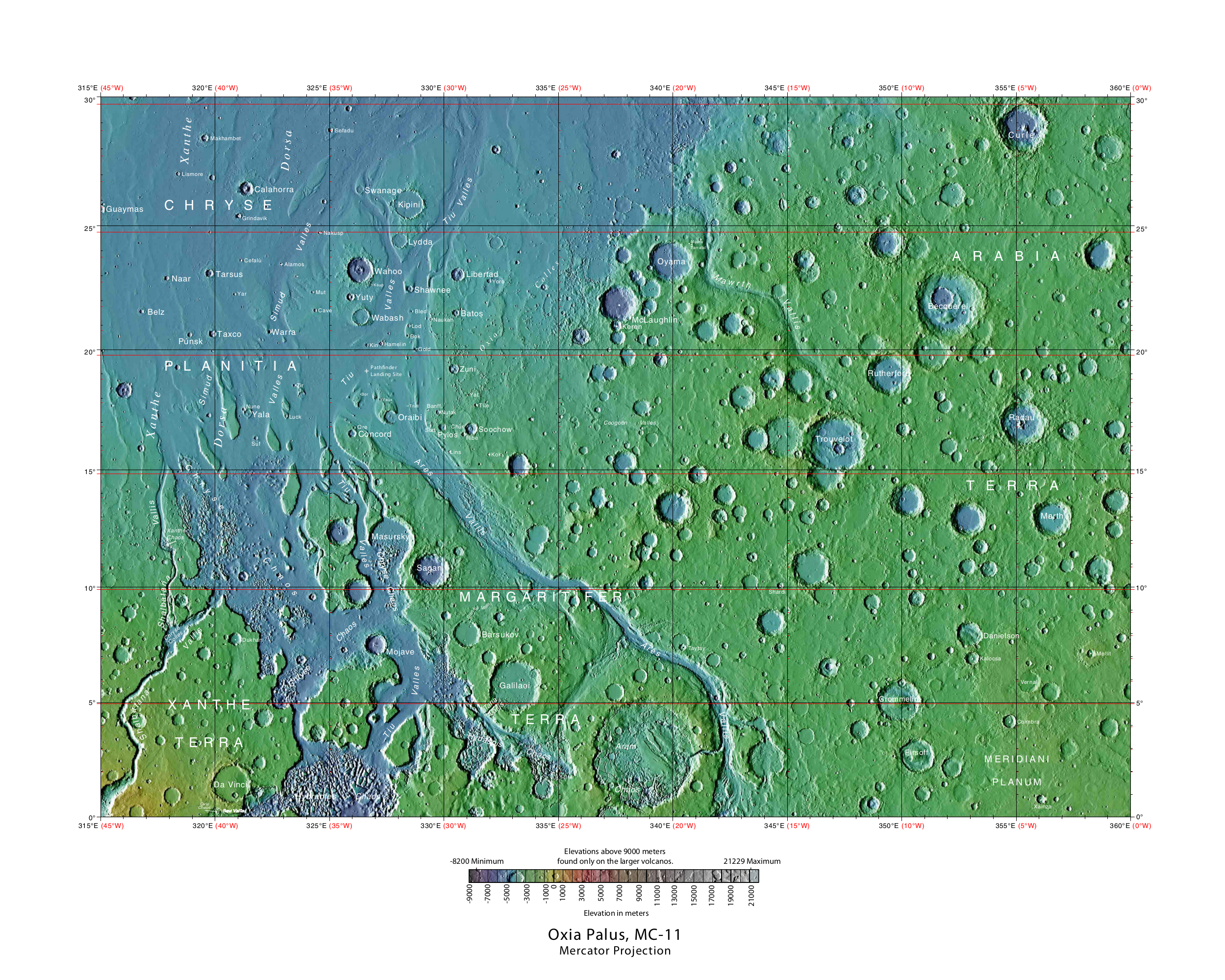
Quadrângulo de Oxia Palus

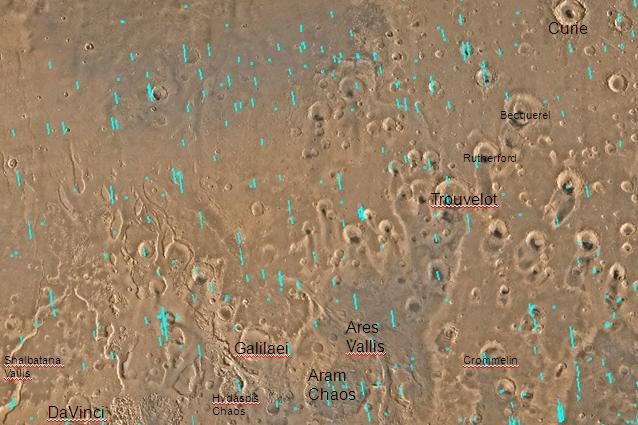
Mapa do quadrângulo de Oxia Palus com as principais formações geológicas indicadas. Este quadrângulo apresenta muitas áreas de terreno caótico e vários canais de escoamento (antigos vales fluviais).

O quadrângulo de Oxia Palus é um de uma série de 30 quadrângulos em Marte estabelecidos pelo Programa de Pesquisa de Astrogeologia do Serviço Geológico dos Estados Unidos (USGS em inglês). Também pode-se referir ao quadrângulo de Oxia Palus  como MC-11 (Mars Chart-11).
O quadrângulo cobre uma área que vai de 0° a 45º longitude oeste e de 0° a 30° latitude norte. A sonda Mars Pathfinder aterrissou no quadrângulo de Oxia Palus a 19.13° N e 33.22° W, em 14 de julho de 1997.  Os nomes das crateras levam nomes de cientistas de grande fama. Além de Galilei e Da Vinci, algumas das pessoas que descobriram o átomo e a radiação são homenageadas por lá: Curie, Becquerel, e Rutherford.  O próximo mars rover da NASA, o Mars Science Laboratory, pode ser enviado a Mawrth Vallis.  Uma variedade de minerais argilosos tem sido encontrados em Oxia Palus. A argila é formada na presença de água, o que favorece a preservação de evidências antigas microscópicas de vida.  Recentemente, cientistas encontraram forte evidência de um lago localizado no quadrângulo de Oxia Palus que recebeu drenagem de Shalbatana Vallis. O estudo executado pelas imagens da HiRISE indicam que a água se formou a em um cânion de 48,3 km de largura que se abriu em um vale, depositou sedimentos e criou um delta. Este delta e outros ao redor da bacia implica a existência de um grande e duradouro lago. É de especial interesse os indícios de que o lago se formou após o término de um período quente e úmido. Então, os lagos podem ter existido por um período de tempo muito maior do que se supunha.

## Aparência da superfície
A sonda Mars Pathfinder descobriu que seu local de aterrissagem contém uma grande quantidade de rochas. Análises indicam que a área pode ter uma densidade de rochas maior do que 90% de Marte. Algumas das rochas estavam dispostas umas contra outras de uma forma que os geólogos chamam “imbricada”. Acredita-se que fortes inundações no passado transportaram as rochas para um local longe do fluxo. Outros seixos eram arredondados, talvez pelo atrito na correnteza. Algumas rochas apresentam buracos em sua superfície que parecem ter sido esculpidos pela ação do vento. Pequenas dunas de areia estão presentes. Partes do solo está enrijecida em uma crosta, talvez devido à cimentação causada por um fluido contendo minerais. As rochas geralmente apresentam uma coloração cinza escuro com manchas de poeira avermelhada ou possuem uma aparência intemperizada nas suas superfícies. A poeira cobre os 5–7 cm da parte inferior de algumas rochas, indicando que elas podem ter estado enterradas, tendo sido então exumadas.  Três protuberâncias, uma grande cratera e duas menores eram visíveis no horizonte.

## Tipos de rochas
Resultados do instrumento Alpha Proton X-ray Spectrometer da Mars Pathfinder indicam que as rochas do quadrângulo de Oxia Palus se assemelham às andesitos encontradas na Terra. A descoberta de andesito mostra que algumas rochas marcianas foram derretidas e processadas duas vezes. Na Terra, o andesito se forma quando o magma se deposita em bolsões de rochas enquanto parte do ferro e do magnésio se é repelido. Consequentemente, a rocha resultante contém menos ferro e magnésio e mais sílica. Rochas vulcânicas geralmente são classificadas pela comparação da quantidade relativa de álcalis (Na2O e K2O) com a quantidade de sílica (SiO2).  O andesito difere das rochas encontradas em Meteoritos provenientes de Marte.
Na época em que os resultados finais da missão tinham sido descritos em uma série de artigos no Jornal Science (5 de dezembro de 1997), acreditava-se que a rocha Yogi continha uma cobertura de poeira, mas era similar à rocha Barnacle Bill.  Cálculos sugerem que as duas rochas são compostas majoritariamente de ortopiroxena (silicato de ferro e magnésio), feldspatos (silicatos alumínicos de potássio, sódio, e cálcio), quartzo (dióxido de silício), com quantidades menores de magnetita, ilmenita, sulfeto de ferro, e fosfato de cálcio.

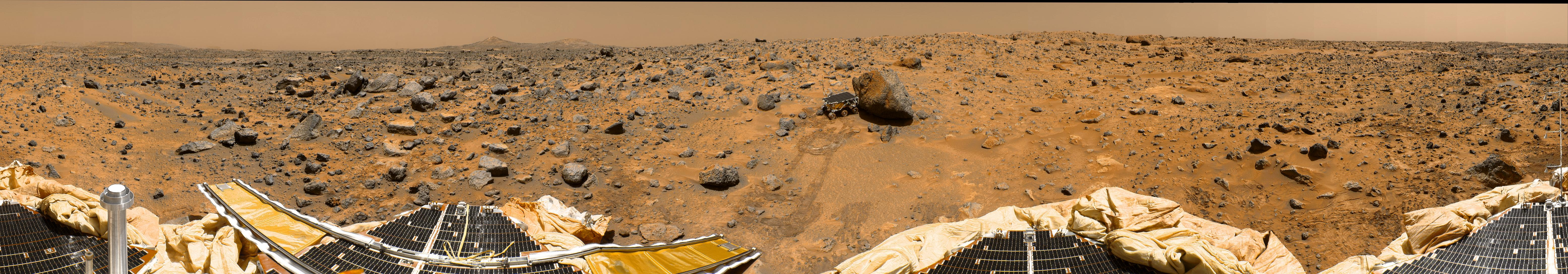
Vista da Mars Pathfinder.  Clique na imagem para visualizar a bela paisagem.
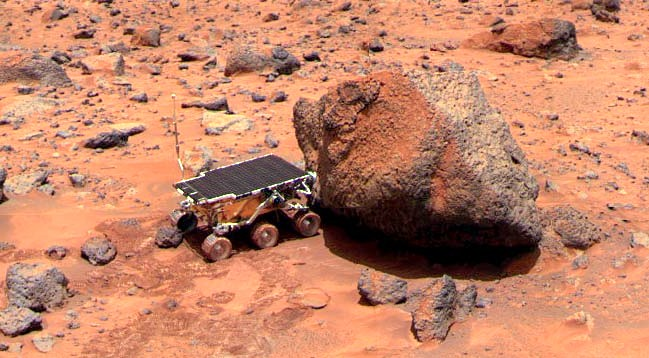
O rover Sojourner faz mediçãos com seu Alpha Proton X-ray Spectrometer da Yogi Rock (NASA).  Nota: O rover Sojurner era a parte veicular da Mars Pathfinder.  Ele se desprendeu do aterrissador. A imagem foi obtida pelo aterrissador.

## Outros resultados da Pathfinder
Obtendo várias imagens do céu em diferentes distâncias do sol, cientistas foram capazes de determinar que o tamanho das partículas na névoa seca rosada era de aproximadamente 1 micrômetro em radio. A cor de alguns solos era similar àquela de uma fase do oxihidróxido de ferro, o que apoiaria a tese de um clima mais úmido e aquecido no passado.
  A Pathfinder levava a bordo uma série de ímãs para examinar o componente magnético da poeira.  Eventualmente, todos menos um dos ímãs desenvolveram uma cobertura de poeira. Como o mais fraco destes não atraiu nenhum solo, concluiu-se que a poeira do ar não continha magnetita pura ou algum tipo de maghemita.  A poeira seria provavelmente um agregado possivelmente cimentado com óxido de ferro (Fe2O3).
A velocidade dos ventos era geralmente de menos de 10 m/s. Redemoinhos foram detectados no início da tarde. O céu apresentava uma coloração rosada. Havia evidência de nuvens e talvez neblina.

## Vales fluviais e chaos
Muitos vales fluviais de grande tamanho podem ser encontrados nessa área; ao longo de formações geológicas colapsadas, chamadas “chaos”. As formações caóticas podem ter entrado em colapso quando a água veio à superfície. Rios marcianos se iniciam em uma região caótica. Uma região caótica pode ser reconhecida por um aninhado de mesas, buttes, e colinas, atravessados por vales que em alguns locais parecem apresentar padrões. Algumas partes dessa área caótica não entraram em colapso completamente — elas ainda são formadas por mesas extensas, o que implica que elas podem ainda conter gelo.  Terrenos caóticos ocorrem em vários locais em Marte, e sempre dão uma forte impressão de que algo perturbou o solo repentinamente. As regiões caóticas se formaram há muito tempo. Através da contagem de crateras (mais crateras em determinada área indica uma superfície mais antiga) e através do estudo da relação dos vales com outras formações geológicas, os cientistas concluíram que os canais se formaram há 2.0-3.8 bilhões de anos atrás.
Uma hipótese geralmente aceita para a formação de grandes canais de escoamento é a de que estes foram formados por inundações catastróficas de água liberada de reservatórios subterrâneos gigantes. Talvez, a água tenha começado a emergir do solo devido a falhas geológicas ou atividade vulcânica. Às vezes, magma quente flui apenas sob a superfície. Nesse caso, o solo será aquecido, mas pode não haver qualquer indício de lava na superfície. Após a liberação da água, a superfície desaba. Se movendo através da superfície, a água teria simultaneamente congelado e evaporado. Pedaços de gelo que teriam se formado rapidamente podem ter potencializado o potencial erosivo da inundação. Além do mais, a água pode ter se congelado na superfície, mas continuado a fluir no subsolo, erodindo o solo na medida em que avançava.  Rios em climas frios na Terra se congelam frequentemente na superfície, mas continuam a fluir.
Tais inundações catastróficas teriam ocorrido na Terra. Um exemplo comumente citado é o Channeled Scabland no estado de Washington nos Estados Unidos; este se formou pelo irrompimento da água do lago Missoula no Pleistoceno.  This region resembles the martian outflow channels.

## Lagos
Uma pesquisa, publicada em janeiro de 2010, sugere que Marte possuíra lagos, cada um medindo aproximadamente 20 de largura, ao longo de partes do equador, no quadrângulo de Oxia Palus. Apesar de uma pesquisa recente ter demonstrado que Marte possuíra um clima quente e úmido em seus primórdios que se tornou seco desde então, estes lagos existiram no período Hesperiano, um período muito anterior.  Utilizando-se imagens detalhadas da sonda Mars Reconnaissance Orbiter da NASA, os pesquisadores especulam que pode ter havido um aumento na atividade vulcânica, nos impactos de meteoro ou mudanças na órbita de Marte durante este período para aquecer a atmosfera de Marte a ponto de derreter o gelo abundante presente no subsolo. Vulcões teriam liberado gases que tornaram a atmosfera espessa por um período temporário, aprisionando mais luz solar tornando a aquecida o bastante para possibilitar a existência de água. Nesse novo estudo, canais foram descobertos, que conectavam as bacias lacustres de Ares Vallis. Quando um lago atingia o volume máximo, suas águas transbordavam os bancos esculpindo canais até uma área mais baixa, onde outro lago era formado. Estes lagos poderiam ser outro local para a busca por evidência de vida passada e presente.

## Aram Chaos
Aram Chaos é uma antiga cratera de impacto próxima ao equador marciano, próximo a Ares Vallis. Medindo aproximadamente 280 km de diâmetro, Aram Chaos se localiza em uma região denominada Margaritifer Terra, onde muitos canais esculpidos pela água indicam que inundações irromperam dos planaltos rumo às planícies do norte em tempos passados.  O instrumento Thermal Emission Imaging System (THEMIS) a bordo do orbitador Mars Odyssey identificou hematita cristalina cinzenta no leito de Aram. CRISM, o espectroscópio a bordo da MRO, encontrou sulfatos hidratados, jarosita , e hematita.  Hematita é um mineral de  óxido de ferro que pode se precipitar quando a água subterrânea circula por entre as rochas ricas em ferro, seja em temperaturas normais ou em fontes termais. O leito de Aram contém imensos blocos de terreno caótico ou colapsado que se formaram quando a água e o gelo foram removidos de maneira catastrófica. Em outras partes de Marte, a liberação de água subterrânea produziu inundações gigantescas que erodiram grandes canais como pode se observar em Ares Vallis e vales de escoamento similares. Em Aram Chaos, no entanto, a água liberada permaneceu em sua maior parte nos limites da cratera, erodindo apenas um pequeno canal raso de escoamento em sua borda oriental. Vários minerais incluindo minerais de sulfato de hematita, e silicatos modificados por água em Aram sugerem que um lago provavelmente existira dentro da cratera. Como a hematita requer água líquida para se formar, o que por sua vez não poderia existir sem uma atmosfera densa, conclui-se que Marte pode ter possuído uma atmosfera muito mais espessa em algum ponto no passado, quando a hemitita se formou.

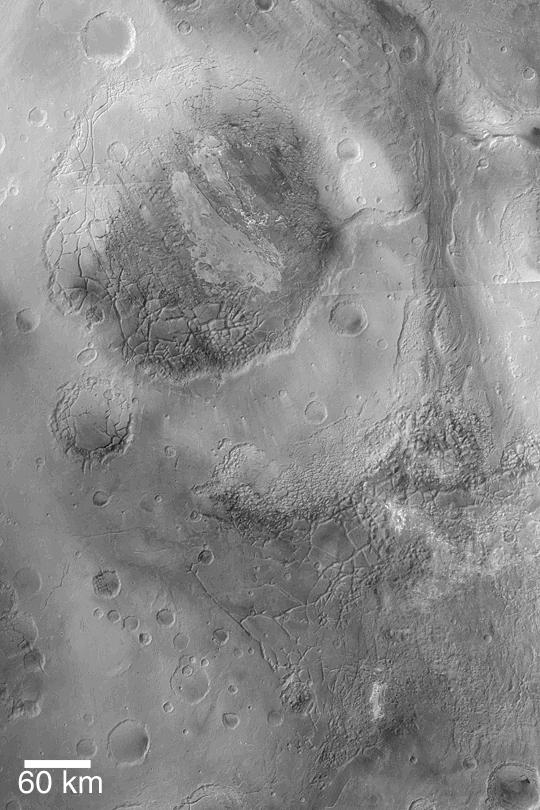
Aram Chaos é a depressão circular no topo à esquerda. Iani Chaos está à esquerda, no fundo.
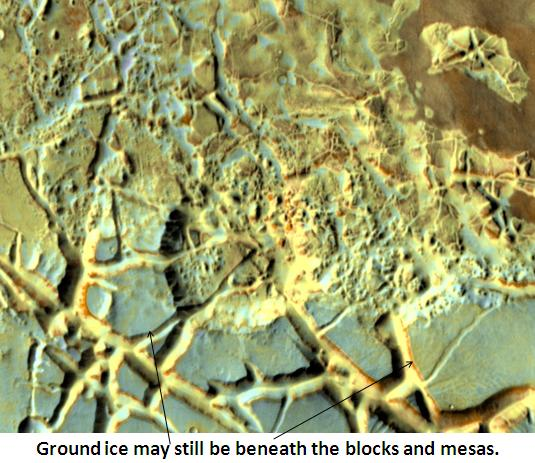
Blocos em Aram indicando uma possível fonte de água, visto pela THEMIS.

## Sedimentos em camadas

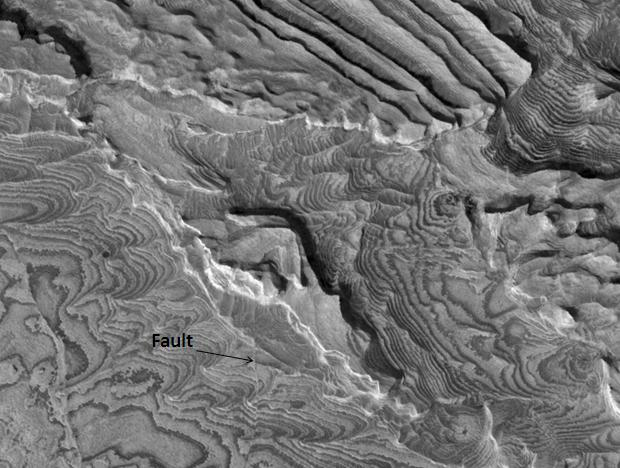
Camadas da cratera Becquerel, visto pela HiRISE. Clique na imagem para visualizar a falha.

Oxia Palus é uma região interessante com várias crateras exibindo sedimentos em camadas. Tais sedimentos podem ter sido depositados por água, vento ou vulcões. A espessura das camadas difere em diferentes crateras. Na cratera Becquerel várias camadas possuem 4 metros de espessura. Na cratera Crommelin as camadas possuem em média 20 metros de espessura. Às vezes, o topo da camada pode ser resistente à erosão dando origem a uma formação geológica chamada mensa, a palavra latina para mesa.
O padrão das camadas medidas na cratera Becquerel sugere que cada camada se formou no decorrer de um período de aproximadamente 100,000 anos. Além do mais, cada agrupamento de 10 camadas se encontrava unida a outros padrões formando unidades maiores. Então cada padrão de 10 camadas levou um milhão de anos para se formar (100,000 anos/camadas X 10 camadas). O padrão de 10 é repetido no mínimo 10 vezes, isto é, há no mínimo 10 agrupamentos, cada um constituído de 10 camadas. Acredita-se que as camadas estejam relacionadas ao ciclo de mudanças na inclinação de Marte.
A inclinação do eixo da Terra varia em pouco mais de 2 graus; ela é estabilizada pela massa relativamente grande da Lua. Em contraste a inclinação de Marte varia em dezenas de graus. Quando a inclinação (ou obliquidade) é baixa, os polos são os locais mais frios do planeta, enquanto o equador é o mais quente – tal como na Terra. Isso faz com que os gases na atmosfera, como água e dióxido de carbono, migrem em direção ao polos, onde acabam por se congelar. Quando a obliquidade é maior, os polos recebem mais luz solar, fazendo com que estas substâncias migrem para outros locais. Quando o dióxido de carbono se move para longe dos polos, a pressão atmosférica aumenta, causando talvez uma diferença na capacidade do vento de transportar e depositar a areia.  Ainda, com mais água na atmosfera grãos de areia se grudam e formam camadas.
Este estudo da espessura das camadas foi executado utilizando-se mapas topográficos estéreo obtidos a partir do processamento dos dados da câmera de alta resolução a bordo da  Mars Reconnaissance Orbiter da NASA.

## Tergos enrugados
Várias áreas em Marte exibem rugas na superfície, chamadas tergos enrugados (wrinkle ridges).  Essas formações são alongadas e se encontram frequentemente em áreas pouco acidentadas de Marte. Por serem largas e de elevação topográfica suave, essas formações são às vezes difíceis de serem identificadas. Apesar terem sido consideradas como sendo originários de fluxos de lava, aceita-se agora que eles tenham sido causados por forças tectônicas compressoras que causam dobras e falhas geológicas.

## Falhas
A imagem à direita, das camadas da cratera Becquerel, exibe uma linha reta que representa uma falha.  Falhas são quebras na rocha onde ocorreu movimento. O movimento pode ser de poucos centímetros ou de muito mais. As falhas podem ser muito significativas, sendo a quebra na rocha um foco de erosão e, mais importante, pode permitir que fluidos contendo minerais dissolvidos venham à superfície, sendo então depositados. Alguns dos principais depósito minerais na Terra são formados por este processo.

## Fontes termais

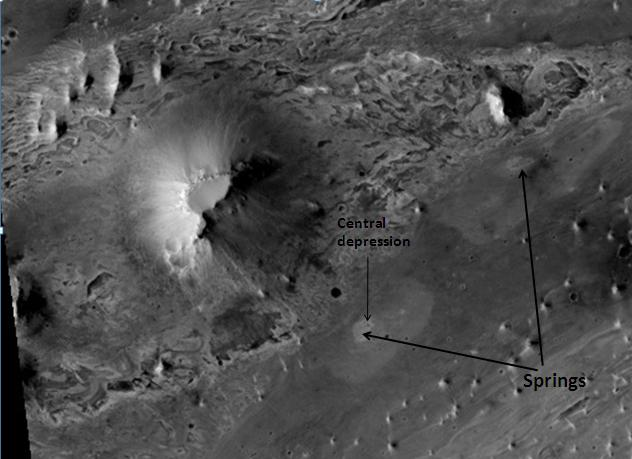
Fontes na cratera Vernal, visto pela HiRISE.

### Cratera Mojave

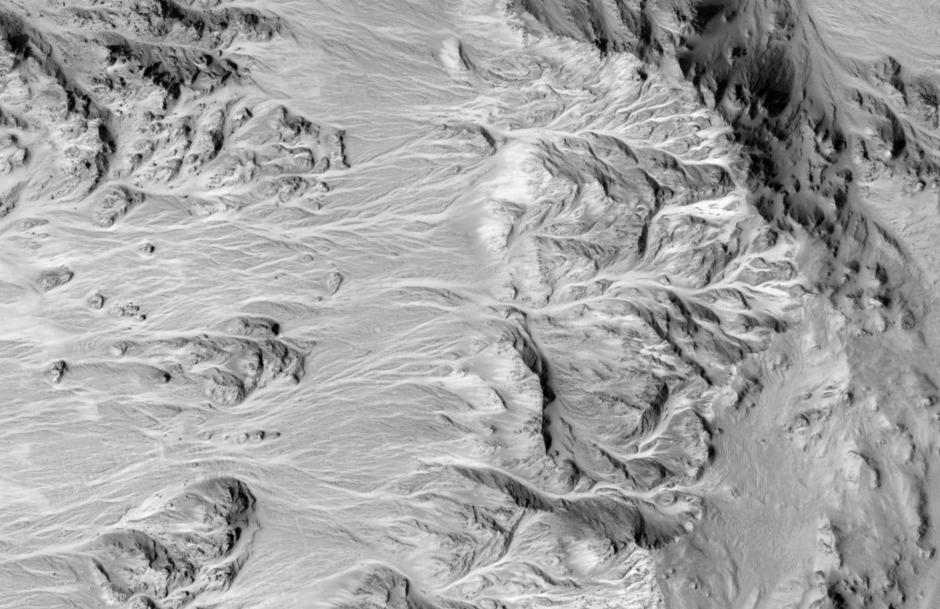
Leques aluviais na cratera Mojave, visto pela HiRISE. A porção elevada está à direita. A rede ramificada de canais corre da porção elevada (a borda da cratera) para a porção baixa.
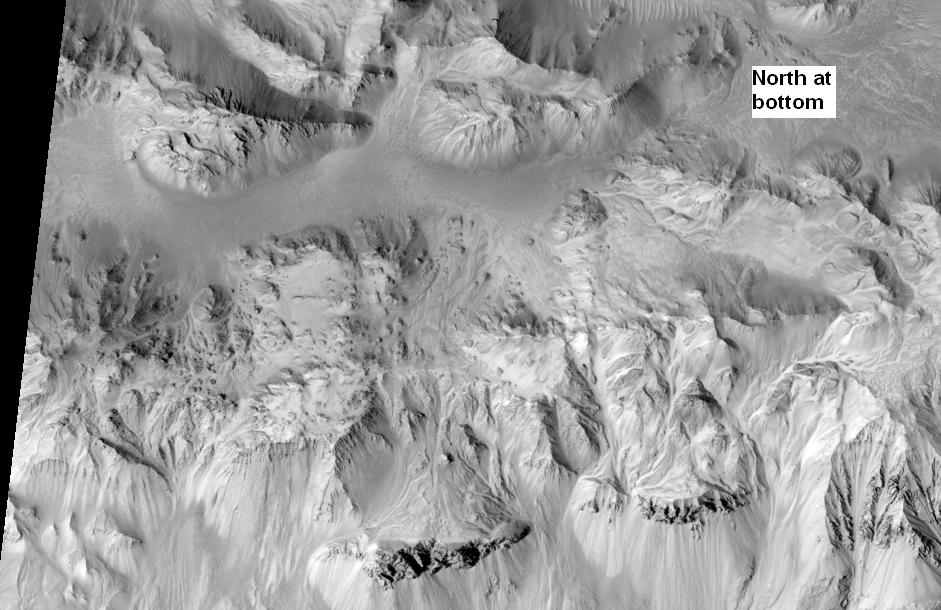
Outra vista da cratera Mojave, vista pela HiRISE. O norte está na parte inferior da imagem.

### Lista de crateras

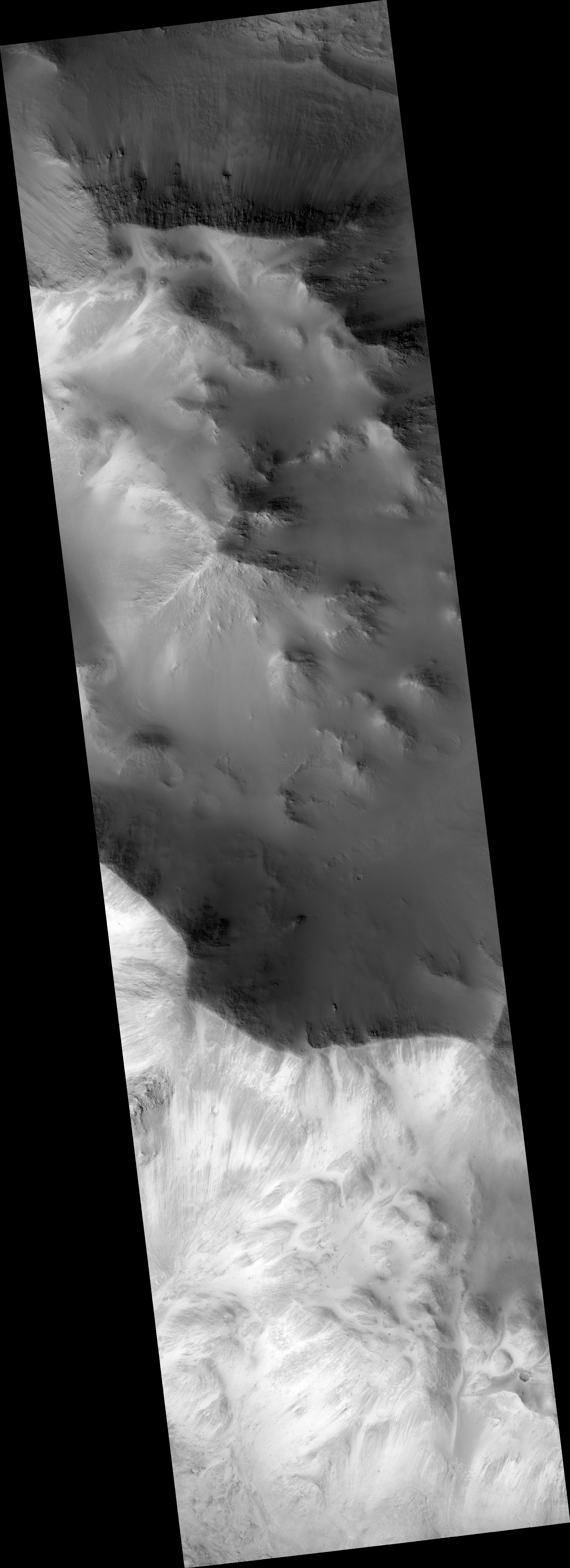
Pico central da cratera Radau, visto pela HiRISE.

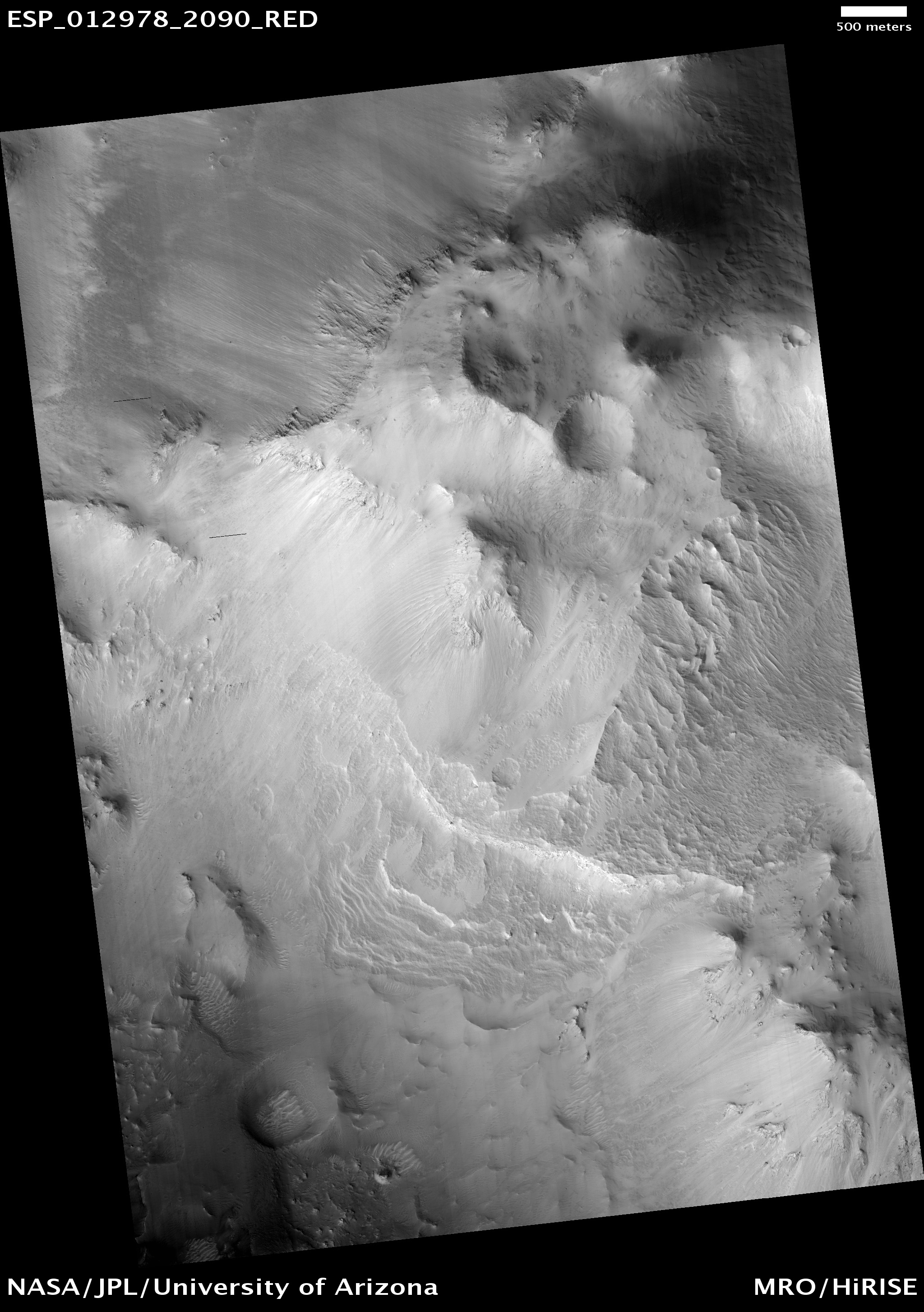
A cratera Curie, vista pela HiRISE.

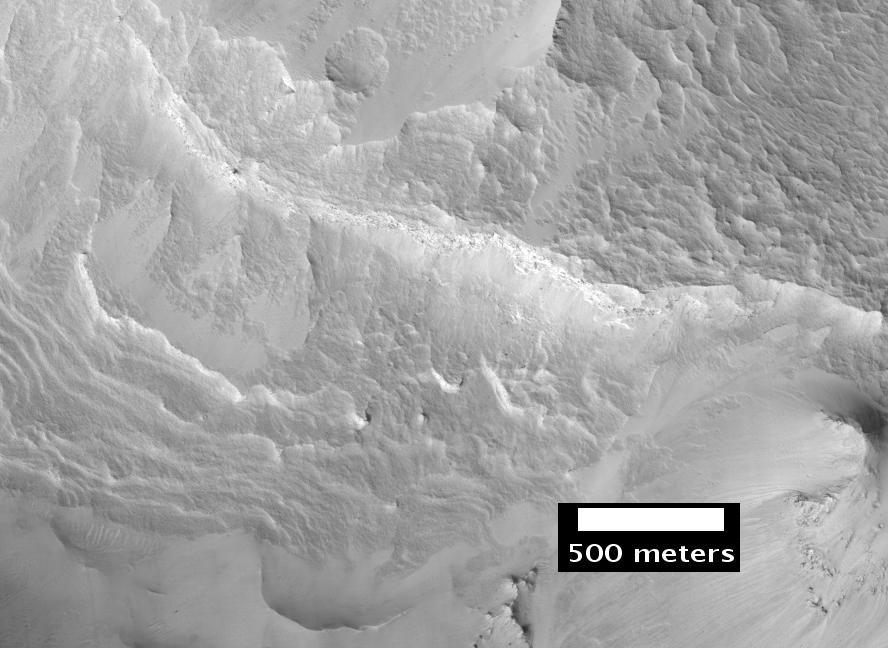
Imagem aproximada do pico central da cratera Curie, visto pela HiRISE.

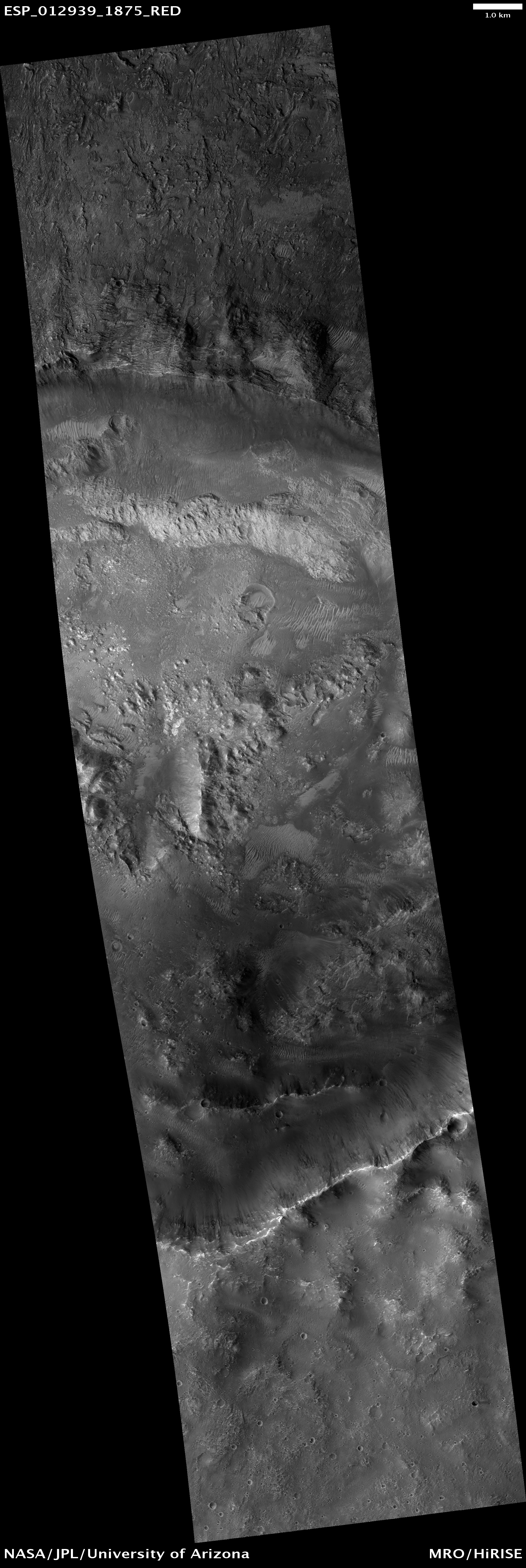
A cratera Tayray, vista pela HiRISE.

## Vallis

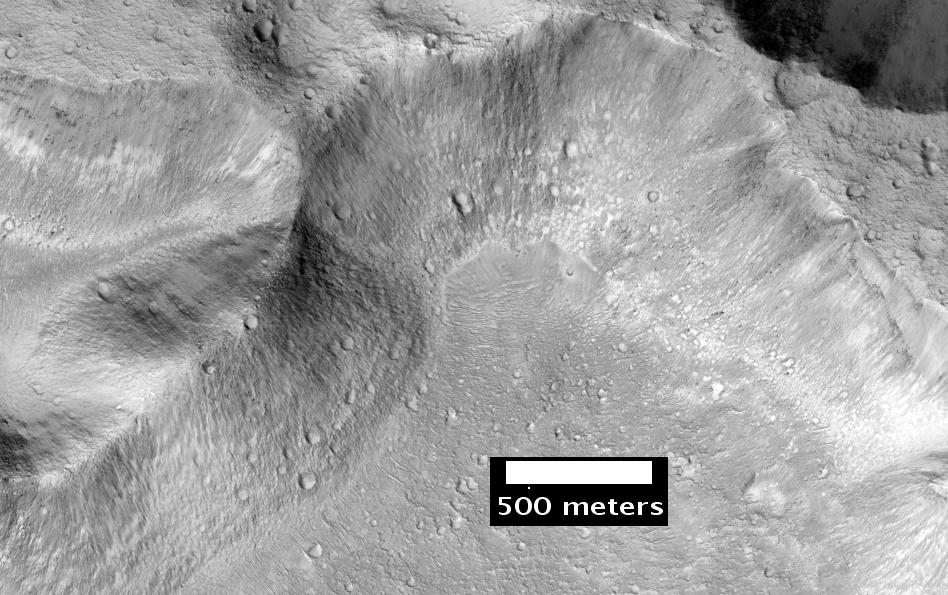
Imagem aproximada de Simud Valles, visto pela HiRISE.
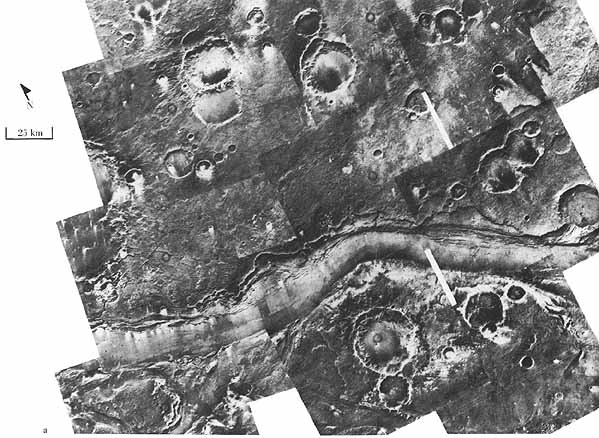
Ares Vallis, visto pela Viking. O canal possui uma largura de 25 km e aproximadamente 1 km de profundidade.
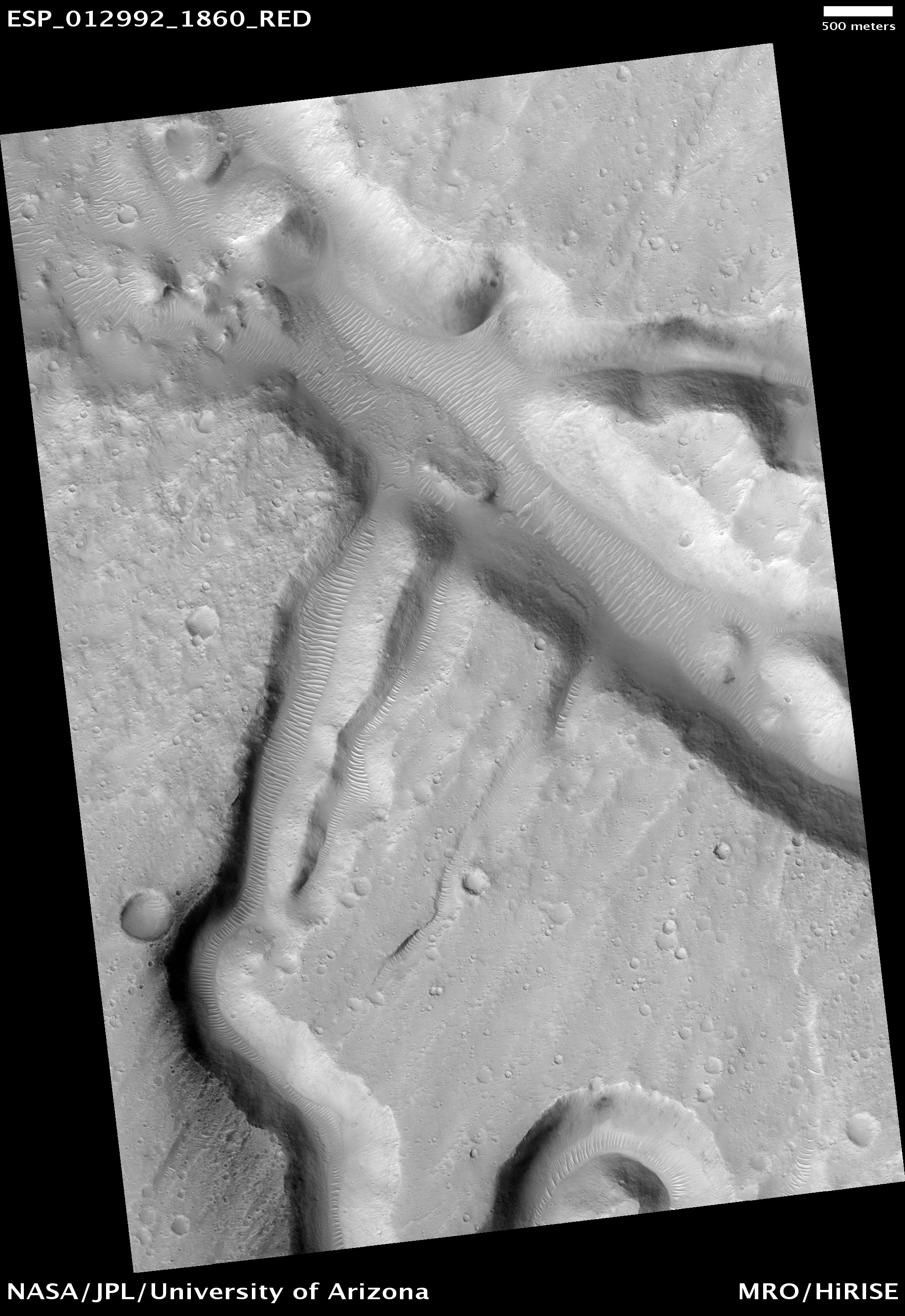
Canais na região de Ares Vallis, visto pela HiRISE.
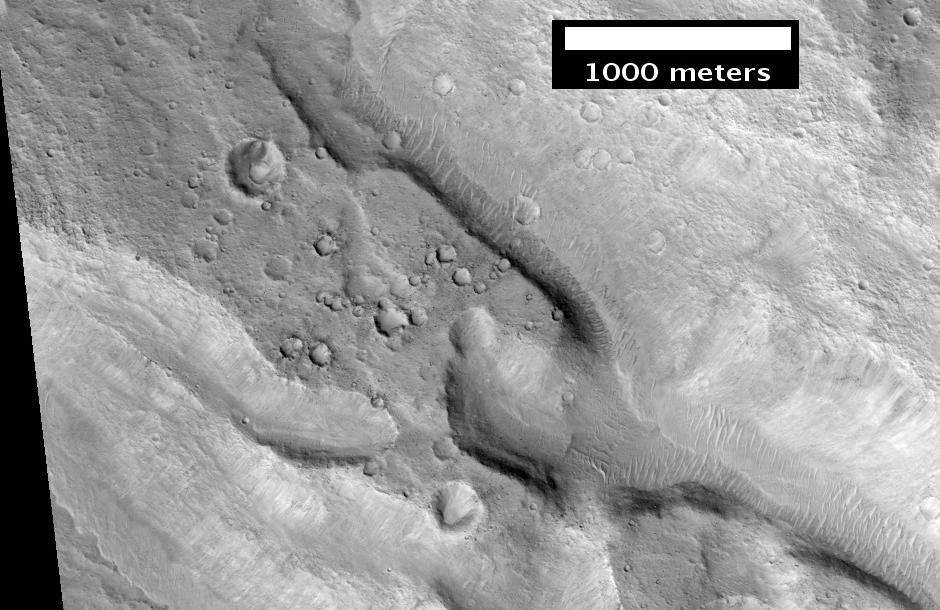
Ares Valles, visto pela HiRISE.
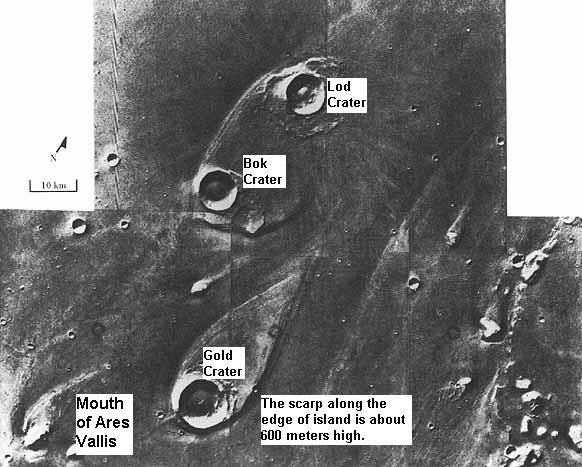
Ilhas em forma de gota formadas por águas de uma inundação proveniente de Maja Valles, vistas do orbitador Viking. As ilhas se formaram no ejecta das crateras Lod, Bok, e Gold.

## Galeria

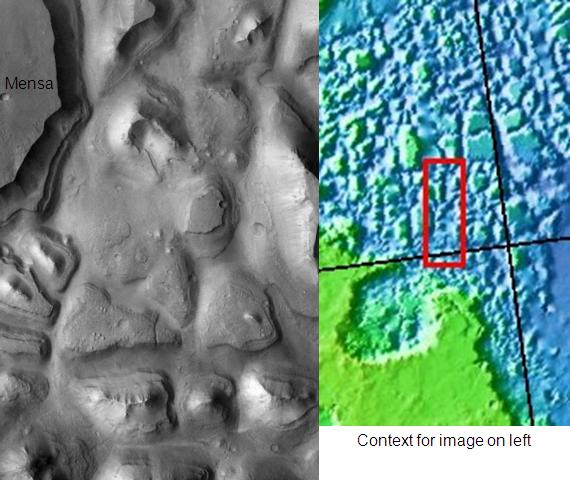
Eos Chasma exibindo uma mensa, uma elevação de topo achatado com bordas sulcadas, visto pela THEMIS. Camadas rochosas são visíveis em muitos locais.
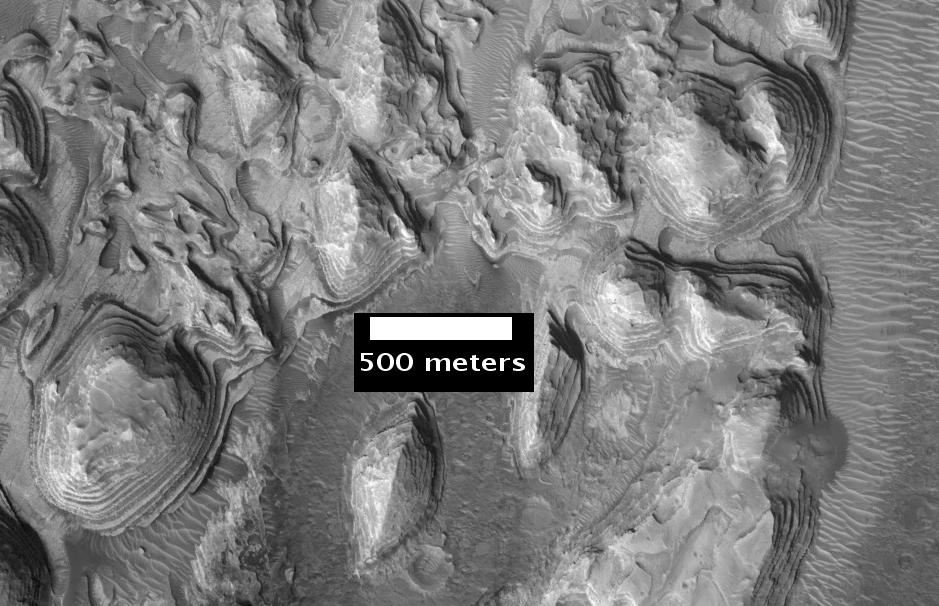
Estratificações circulares em Arabia Terra, visto pela HiRISE.
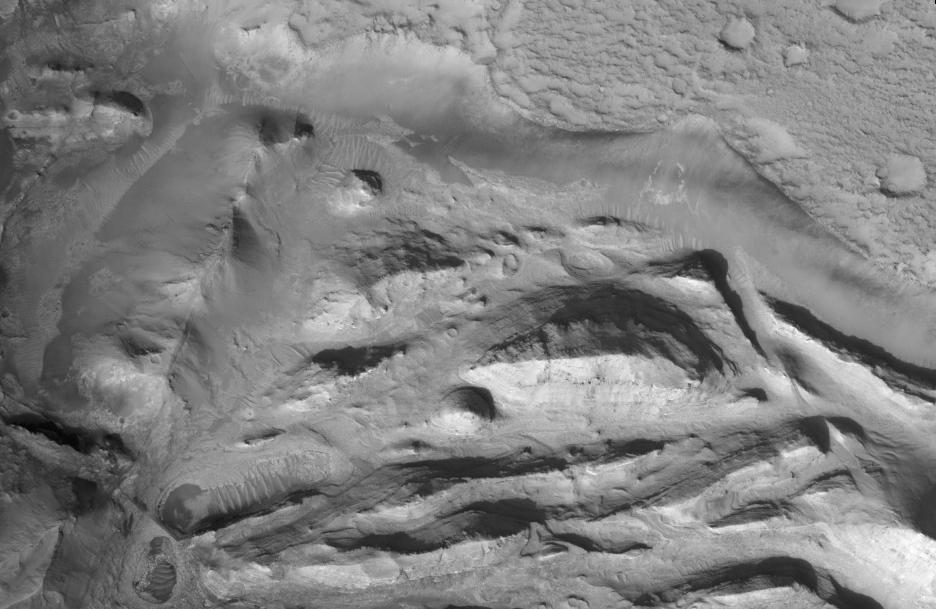
Falésias e cânions em Arabia, visto pela HiRISE.